# Papelotte
De boerderij van Papelotte is een boerderij in de buurt van Waterloo die  deel uitmaakte van het afweersysteem van Wellington en die kort werd bezet door Franse troepen op 18 juni 1815.

## Locatie
De boerderij is gelegen in de buurt van de Kozakkenstraat, aan de zuidkant van Waterloo, ongeveer 2 km ten oosten van  de Leeuw van Waterloo.

## Geschiedenis

### De boerderij in het hart van de Slag bij Waterloo
Op 18 juni 1815, tijdens de Slag bij Waterloo, was de boerderij van Papelotte deel van een driedelig steunpunt van Wellington, samen met het kasteel Hougoumont en de boerderij la Haye Sainte.
De boerderij werd verdedigd door twee regimenten Nassauers (Duitse soldaten uit het hertogdom Nassau, opgeleid in het Nederlandse leger), het werd kort bezet door Franse troepen.
De boerderij werd gedeeltelijk platgebrand tijdens het gevecht en werd pas herbouwd in 1857-1858, toen werd de achthoekige toren boven de poort gebouwd.

### Bescherming
Hoewel het niet is ingedeeld, is de boerderij  beschermd door de wet van 26 maart 1914 waarin het slagveld van Waterloo beschermd wordt.
De boerderij werd verkocht in 1999 aan het vastgoedbedrijf IMBRA, dat het beheert sinds 1931.

## Architectuur
De boerderij van Papelotte is een typisch Brabantse boerderij waarvan de gebouwen als een vierkant rond een centrale binnenplaats liggen.
Zoals vaak in Waals Brabant heeft de boerderij een gemetselde muur van baksteen die beschilderd is met witte kalk, met uitzondering van de buitenmuren.